# Ponte romano (Colonia)
Il ponte romano (in tedesco Römerbrücke) è un antico ponte nella città romana di Colonia (in latino Colonia Claudia Ara Agrippinenser, in breve: CCAA. In tedesco: Claudische Kolonie und Opferstätte der Agrippinenser) ed è il primo ponte principale sul Reno. Fu costruito per ordine dell'imperatore Costantino il Grande, per dare la  possibilità di attraversare rapidamente il fiume, della Legione XXII Primigenia. Da qui il secondo nome del ponte: ponte di Costantino. Qualche decina di metri più a monte è attualmente in funzione il ponte Deutz di Colonia.

## Apertura
Stando al magnifico discorso dell'oratore Eumenio, pronunciato in onore dell'imperatore Costantino a Treviri, i lavori di costruzione del ponte sul Reno iniziarono nel 310  :
L'anno di avvio della costruzione del ponte è stato confermato dalle prove dendrocronologiche degli anelli di accrescimento annuali conservati nelle travi in quercia del ponte, ora esposte al Museo Romano-Germanico di Colonia  . Per la costruzione del ponte è stato utilizzato anche legno di faggio e abete.
Il ponte di Costantino collegava la Colonia romana, posta sulla sponda occidentale, con l'accampamento militare di Divitia sulla sponda orientale, oggi il quartiere Deutz. Fu il primo ponte stabile sul Reno "ricco della sua indomabile potenza e della sua corrente terrificante"  .

## Costruzione
Il ponte era costruito su 19 pilastri portanti di pietra bianca, in grado di resistere per lungo tempo alla forte corrente del Reno. Tra i pilastri furono inserite travi di legno portanti. 15 piloni sono stati verificati archeologicamente, tramite i resti dei pali di fondazione. In tutto si contano 42 celle di legno che formavano la sovrastruttura del ponte, lunga in totale 420 m e larga 10 m. Nella parte centrale, il ponte poteva essere aperto per la navigazione. Inizialmente tale necessità si è presentata tre volte, in seguito fino a 30 volte al giorno. Una piccola ricostruzione del ponte e i reperti archeologici ad esso associati sono esposti nel Museo romano-germanico di Colonia.

## Informazioni utili
Il ponte romano si estendeva dall'attuale Salzgasse, nel centro di Colonia, fino alla moderna Lanxess Tower a Deutz.